# チャイルド・プア
チャイルド・プアとは、現代社会において増加している貧困な生活を送るということを余儀なくされている子供の形態を表す言葉。NHKの報道番組ディレクターの新井直之によってつくられた言葉。「子どもの貧困」。

## 概要
チャイルド・プアとなっているような子供というのは、貧困な生活を送るということを余儀なくされているということであり、その実態は年々深刻化してきている。中には食事すらろくに取れていないという状態の子供もおり、学校での給食というのが一日で唯一の食事であるという子供まで存在する。
チャイルド・プアというのは、大人の貧困とは異なった問題を抱えており、自身が子供であるために社会に対して現状を訴える手段を持っていないことや、子供というのは狭い世界で生きているということから親がこの現状を隠すということで、この現状というのは外部から察知されにくくなるということである。このようなチャイルド・プアが増加してきているというのはその子供の親が経済的に貧困であるということからである。だがその親というのは自身が貧困であるということを認めなかったり、子供に現状を話させなかったり、地域の大人や教師というのも面倒な事柄に巻き込まれたくないがために、身近に貧困の家庭が存在していないということにしている場合が多い。このためにチャイルド・プアとなっている子供というのは、想像されているよりもはるかに数多くいるということである。